# Habry
Habry (in tedesco Habern) è una città della Repubblica Ceca facente parte del distretto di Havlíčkův Brod, nella regione di Vysočina.